# Burgaeschisee
Burgaeschisee är en sjö i Schweiz. Den ligger i kantonen Bern, i den centrala delen av landet. Burgaeschisee ligger 467 meter över havet. Arean är 21,0 kvadratkilometer. Den högsta punkten i närheten är 548 meter över havet, 1,0 km söder om Burgaeschisee.
Omgivningarna runt Burgaeschisee är en mosaik av jordbruksmark och naturlig växtlighet.